# Antonio Sertoli
Antonio Sertoli (Sondrio, 12 luglio 1894 – Monte Nero, 26 maggio 1916) è stato un militare italiano, insignito della medaglia d'oro al valor militare alla memoria durante il corso della prima guerra mondiale.

## Biografia
Nacque a Sondrio nel 1894, figlio di Giovanni Battista e Eugenia Carbonera. Rampollo di nobile famiglia valtellinese, studiò scienze naturali all'Università di Pavia, coltivando la passione per la montagna.
All'atto dell'entrata in guerra del Regno d'Italia, il 24 maggio 1915, lasciò gli studi per arruolarsi nel Regio Esercito, venendo ammesso al corso allievi ufficiali alla Regia Accademia Militare di Modena. 
Nominato sottotenente di complemento nel settembre dello stesso anno, fu assegnato al Battaglione alpini "Monte Stelvio" in forza al 5º Reggimento alpini schierato nel settore dello Stelvio. 
Alpinista audace e scalatore intrepido, nel febbraio 1916, dopo aver frequentato il corso per mitraglieri, ritornò in forza al battaglione assegnato alla 137ª compagnia con cui partì un mese dopo per trasferirsi nella zona del Monte Nero. 
Durante il corso della notte del 26 maggio fu attaccato improvvisamente da truppe scelte austriache che la sera prima avevano occupato il cosiddetto Cocuzzolo e si impegnò in un duro combattimento corpo a corpo che causò rilevanti perdite sia tra le file italiane che austriache. 
Travolto nel combattimento fu catturato dal nemico, riuscendo, approfittando dell'oscurità, a disarmare la propria scorta cui era stato affidato ritornando sul campo di battaglia. Per oltre tre ore fu animatore di una eroica resistenza,  continuando a combattere anche dopo essere rimasto gravemente ferito al petto da un colpo di fucile, cadendo poi crivellato dai colpi di baionetta e di pugnale nel corso dell'ultimo contrattacco condotto al comando dei pochi superstiti. La sua città natale, gli ha intitolato un Largo.

### Annotazioni
1. ↑  È un tratto della cresta del Vrsic che dalle vette del Monte Nero e del Vrata digrada verso la Conca di Plezzo.
2. ↑  Ultimamente è stata rinvenuta una stele sul Cocuzzolo costruita all’epoca, in ricordo della resistenza opposta della 137ª Compagnia del Battaglione alpini "Stelvio".